# Адальберт Ґелетка
Адальберт Ґелетка (словац. Adalbert Geletka; нар. 21 серпня 1907, с. Старина, Пряшівщина, нині Словаччина — 8 березня 1992, м. Жиліна, Чехословаччина) — словацький економіст, доктор права.

## Біографія
Народився 21 серпня 1907 року на Пряшівщині.
Закінчив Мукачівську торгівельну академію (1927), Вищу торгівельну школу в Празі (1932). Під час навчання в університеті грав у футбольному клубі «Русь». Працював у Чехословацьких (1932–76) і Словацьких (1939–45) банках.
У 1938–39 роках — радник уряду Карпатської України у Празі. У 1940 році запропонував проект вирішення українського національного питання на Пряшівщині, намагався створити українську партію. Наукові праці Ґелетки з проблем фінансів залишилися в рукописах.
Помер 8 березня 1992 в місті Жиліна.